# NGC 4280
NGC 4280 je jedan do danas nepotvrđen objekt u zviježđu Gavranu. Sva promatranja poslije nisu na tom položaju uočila nikoji objekt. 

## Vanjske poveznice
- (eng.) SEDS: NGC 4280
- (eng.) Revidirani Novi opći katalog
- (eng.) Izvangalaktička baza podataka NASA-e i IPAC-a
- (eng.) Astronomska baza podataka SIMBAD
- (eng.) VizieR